# BAe 146
Die British Aerospace BAe 146, die zweite Modellserie ab 1993 umbenannt in Avro RJ, ist ein vierstrahliges Kurzstrecken-Passagierflugzeug in Schulterdeckerausführung. Kennzeichnend für die Maschine ist neben dem hoch angesetzten gepfeilten Tragflügel mit der ausgeprägten negativen V-Stellung und den vier Triebwerken der außerordentlich geräumige Rumpf. Umgangssprachlich wird der Typ auch Jumbolino genannt. Diese Wortschöpfung entstand in der Regionalfluglinie Crossair, die selbst diesen Typ betrieb. Der „offizielle“ Beiname dieses Typs war Avroliner (eigentlich englisches Kofferwort aus dem Namen des Herstellers Avro und dem Substantiv airliner, Linienflugzeug‘). Die erste Modellserie (BAe 146) des Flugzeugtyps wurde offiziell mit dem Beinamen Whisperjet (engl. wörtl. für Flüsterjet) versehen, was seinen geringen Lärmausstoß werbewirksam unterstreichen sollte.

## Entwicklungsgeschichte

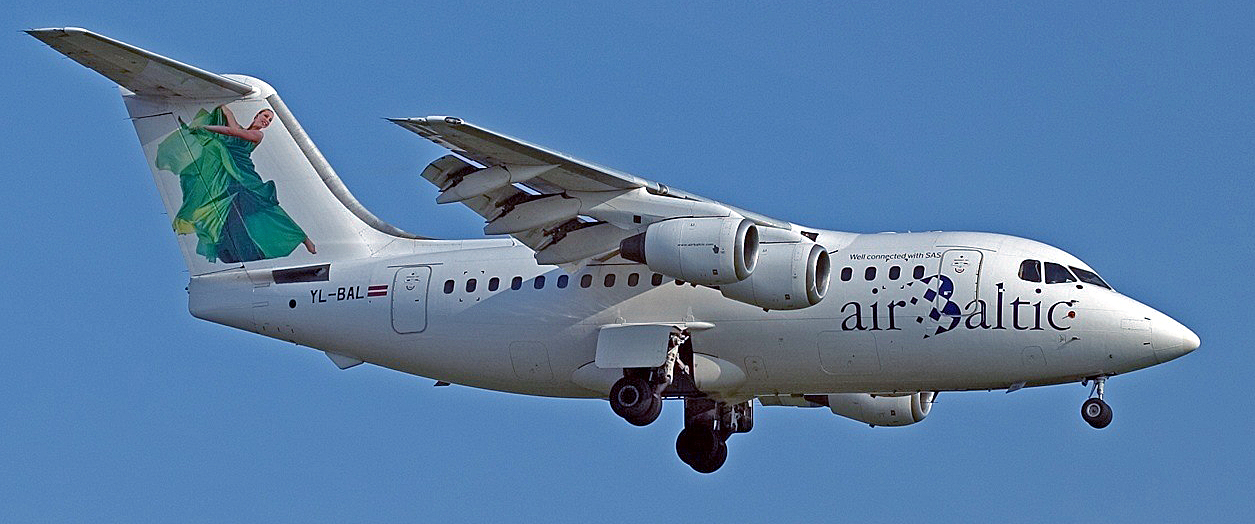
BAe 146-100 / Avro RJ70

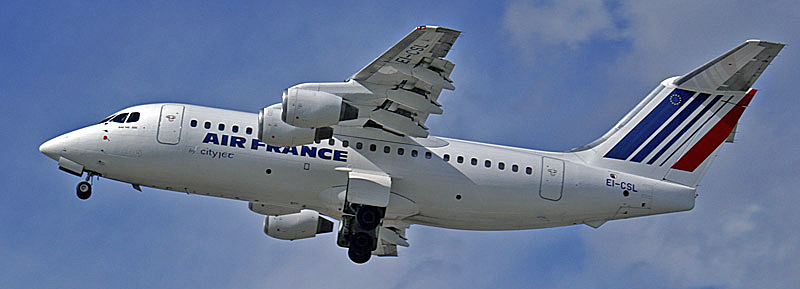
BAe 146-200 / Avro RJ85

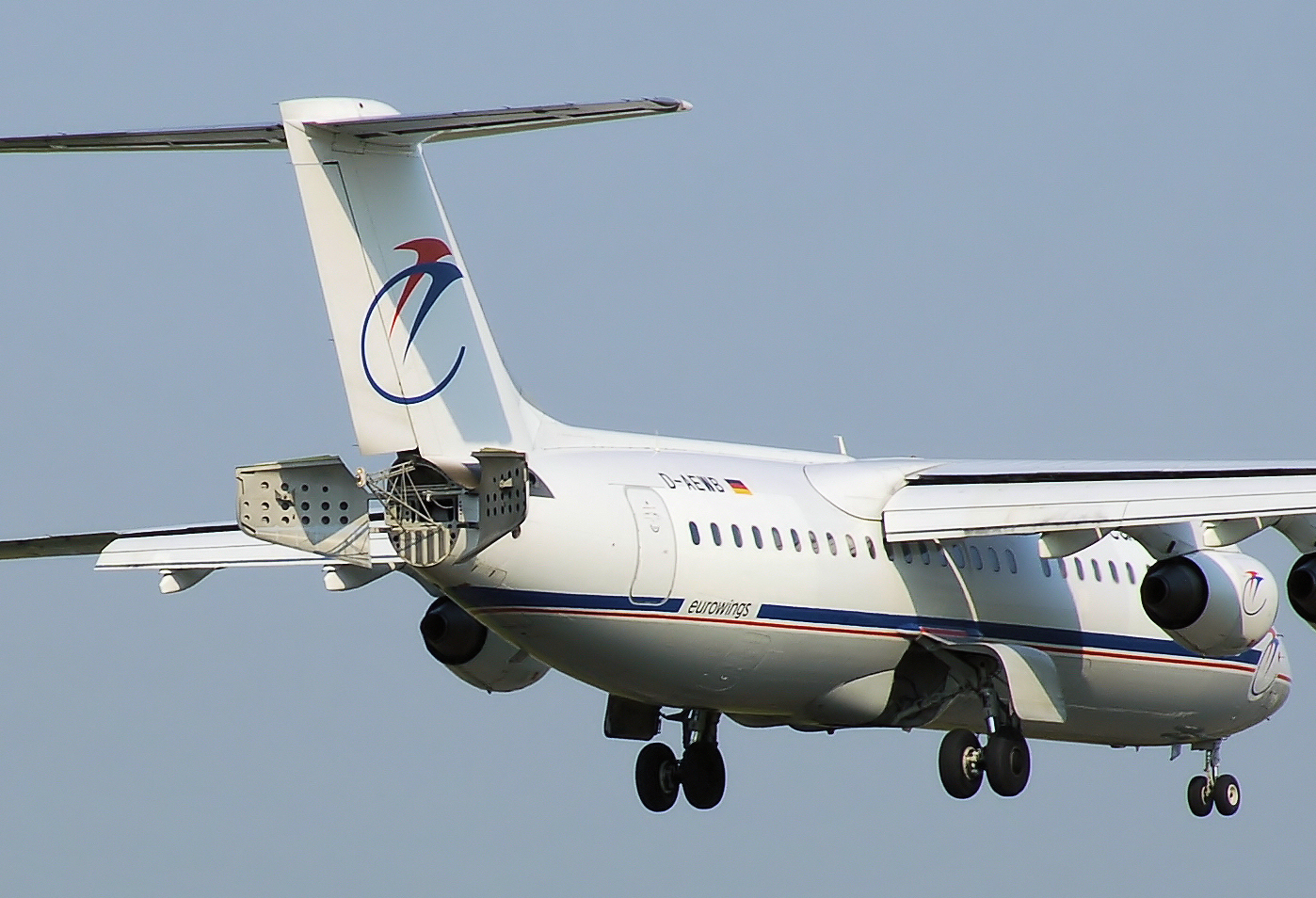
BAe 146-300 / Avro RJ100 mit ausgefahrener Luftbremse am Heck

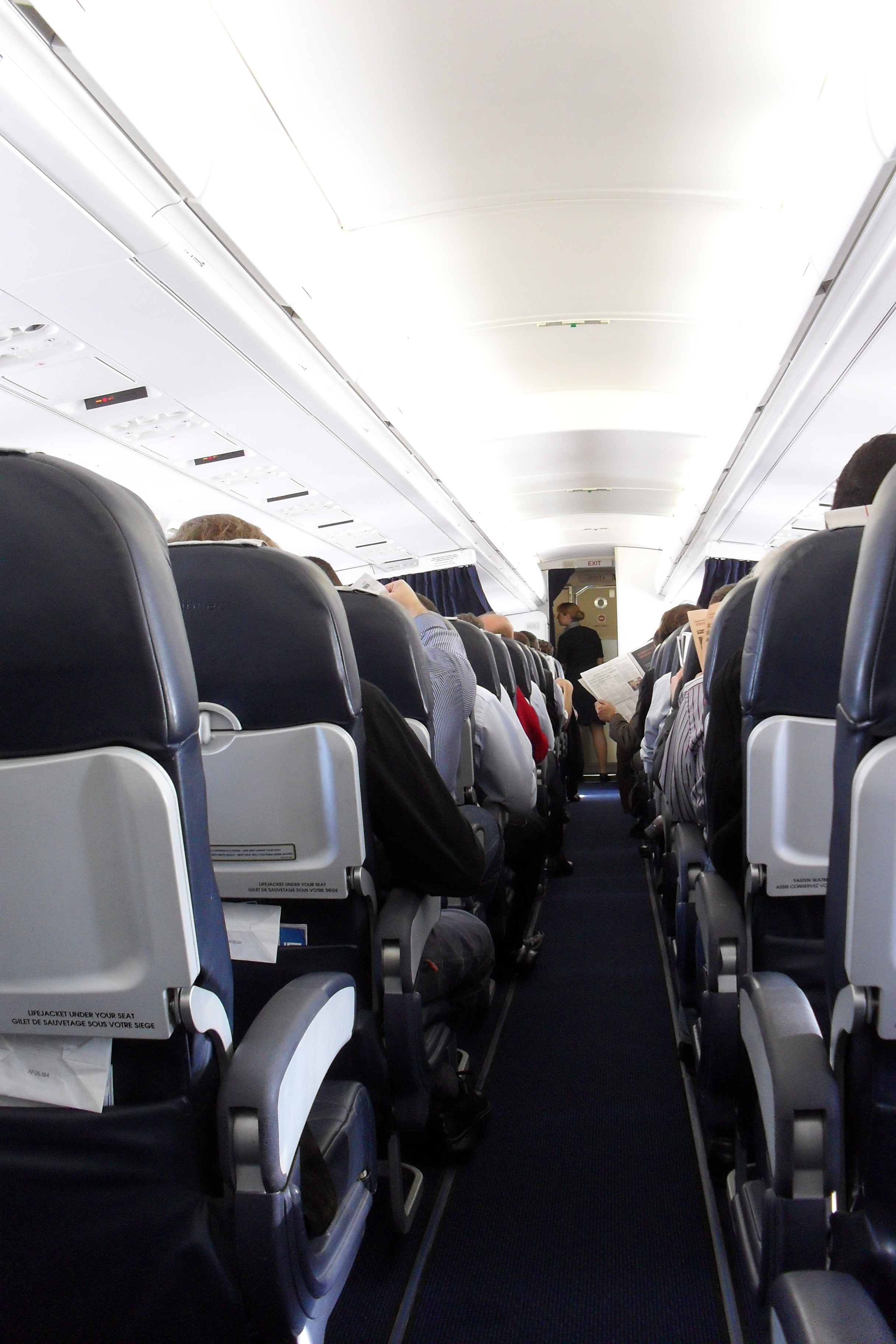
Kabine einer Avro RJ85 der City Jet

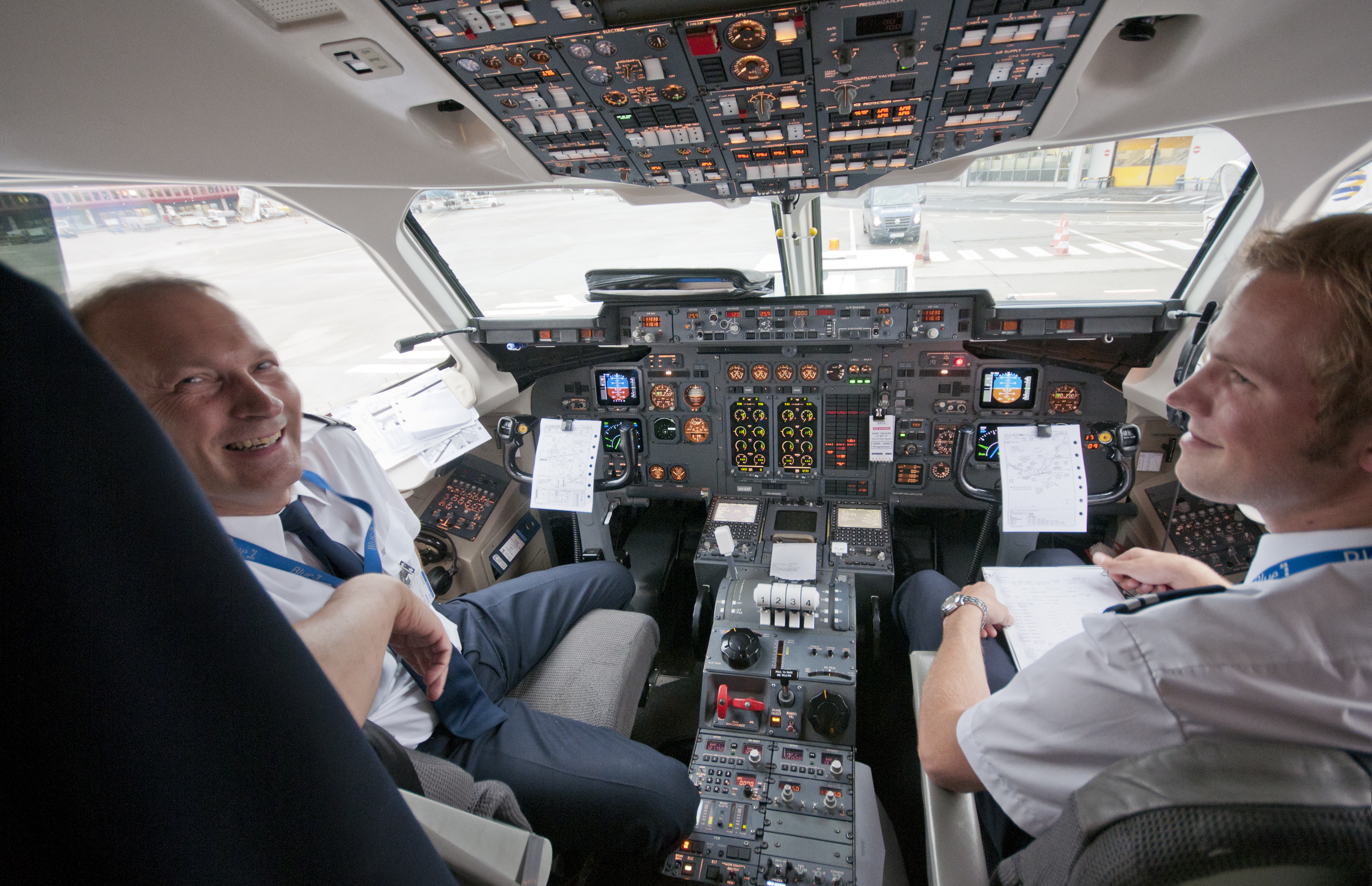
Cockpit einer Avro RJ100 der Blue1

Der ursprüngliche Entwurf mit der Bezeichnung HS.146 stammt von Hawker Siddeley aus dem Jahr 1973. Durch die Wirtschaftskrise Mitte der 1970er Jahre schwanden die Marktchancen für das geplante Zubringerflugzeug, so dass die Entwicklung zunächst verschoben wurde. Im Jahr 1978 nahm die staatliche British Aerospace (BAe) – die zwischenzeitlich Hawker Siddeley übernommen hatte – das Projekt wieder auf. Der Erstflug der 146-100 fand am 3. September 1981 statt, die Auslieferung der Erstversion begann 1983. Fast gleichzeitig kam die um 2,4 Meter verlängerte Version 146-200 (Erstflug August 1982) auf den Markt. Ende 1988 folgte die um nochmals 1,55 Meter gestreckte 146-300.
Ab 1992 wurden die Versionen überarbeitet. British Aerospace gründete 1993 das 100-prozentige Tochterunternehmen Avro International Aerospace zur Produktion der nun Avro RJ (für Regional Jet) genannten BAe 146. Die 146-100 wurde so zur Avro RJ70, die 146-200 zur RJ85 und die 146-300 zur RJ100. Gegenüber dem Ausgangsmuster von BAe erhielten die RJ leisere Triebwerke vom Typ Textron Lycoming LF507 mit einem Schub von je 31,1 kN und modernere Avionik. Aerodynamische Verbesserungen reduzierten den Luftwiderstand und erhöhten die Leistungsdaten. Die Dienstgipfelhöhe wurde gesteigert und durch Änderungen an der Struktur konnte das Gewicht gesenkt werden. Der Erstflug der RJ85 erfolgte am 23. März 1992, jener der RJ100 am 13. Mai 1992 und jener der RJ70 folgte am 23. Juni 1992. Im Oktober 1998 wurde dann ein reines Geschäftsreiseflugzeug „Corporate Jet“ ABJ 70 (= Avro Business Jet, statt ARJ 70 Avro Regional Jet) auf Grundlage der Avro RJ70 vorgestellt.
Am 27. November 2001 kündigte der inzwischen als BAE Systems firmierende Avro-Mutterkonzern das Ende des RJX-Projekts an, welches eine Weiterentwicklung der Avro RJ war. Zu diesem Zeitpunkt lagen Bestellungen für zwei RJX85 (für Drukair) und zwölf RJX100 plus acht Optionen (für British European Airways, später Flybe genannt) vor. Damit waren die drei gebauten Exemplare (ein RJX85-Prototyp, ein RJX100-Prototyp und eine Serien-RJX100, ursprünglich für British European gefertigt) die letzten in Großbritannien gebauten Verkehrsflugzeuge. Bis zum Ende der Produktion Anfang 2002 waren insgesamt 394 Exemplare aller Versionen (davon 87 RJ85) gebaut worden, womit die von der Vickers Viscount gesetzte Marke mit 440 Exemplaren als meistverkauftes britisches Verkehrsflugzeug auch weiterhin unübertroffen ist.
Von der Firma Cordner Aviation wurde eine Umrüstung der BAe 146 zur Version Multijet Surveyor angeboten, die sich kurzfristig von einer reinen Passagierversion in eine VIP- oder Krankentransportmaschine umrüsten ließ. Dafür wurde das Betriebsleergewicht um etwa 500 kg gesenkt.
BAe bot im September 2013 an, eine Tankflugzeug-Version der BAe 146 zu entwickeln – ein Angebot, das sich vor allem an die Royal Air Force richtete, die die Maschine als Truppentransporter verwendet. Das britische Verteidigungsministerium gab am 8. Oktober 2013 bekannt, man sehe keinen Bedarf an einer solchen Version der BAe 146.

## Einsatz
Haupteinsatzziel sind Routen mit Stadtflughäfen wie London City oder dem (inzwischen geschlossenen) Flughafen Berlin-Tempelhof. Die Maschinen verfügen über gute Kurzstart- und Landeeigenschaften bei trotzdem geringen Geräuschemissionen. Sie sind dank eingebauter Treppen und Eigenstartfähigkeit der Triebwerke unabhängig von Bodengerät. Sofern sie nicht mit 6 Sitzen pro Reihe äußerst eng bestuhlt sind wie bei Lufthansa Cityline, sind die Maschinen bei Passagieren beliebt, da der Rumpf eine für ein Regionalflugzeug großzügige Bestuhlung, eine ordentliche Gepäckablage und einen breiten Mittelgang erlaubt. Letzteres ermöglicht auch eine zügige Bodenabfertigung. Der Rumpf ist deutlich größer als bei der Jet-Konkurrenz von Embraer oder Bombardier, was aber durch teilweise enge Bestuhlung mit sechs Sitzen je Reihe konterkariert wird.
Nachteil der Maschinen ist aber, dass sie mit einer Reisegeschwindigkeit von etwa 690 km/h die Flugleistungen turbopropgetriebener Regionalflugzeuge kaum übertreffen. Zudem haben die Avro-Regionaljets mit maximal 2800 Kilometern auch keine größere Reichweite als die propellerbetriebene Konkurrenz.
Als weiterer Nachteil werden oft die vier Triebwerke genannt, die trotz fehlender Schubumkehr wartungsintensiver sind als zwei Aggregate. Der Treibstoffverbrauch ist insbesondere bei den älteren ALF-502-Triebwerken nach einer Studie der Lufthansa, die beide Flugzeuge einsetzte, deutlich höher als bei vergleichbar großen Versionen des Bombardier Canadair Regional Jet.
Eine weitere Besonderheit ist, dass die BAe 146 eine Luftbremse am Heck besitzt (wie z. B. die Fokker 70/Fokker 100), die zwei Bremsklappen seitlich öffnet. In der Regel befinden sich die Bremsklappen an den oberen Seiten beider Tragflächen und werden dann Störklappen genannt. Oft werden diese vor der Landung ausgefahren, um die Geschwindigkeit am Boden rascher zu verringern, da die Schubumkehr fehlt, oder für Anflüge mit steilerem Gleitweg (wie bspw. London City). Diese Art der Luftbremse ist für einen sicheren Flug nicht erforderlich; sie verändert die Aerodynamik der Tragflächen nicht.

## Betreiber
Mit Stand Juli 2016 waren von 387 produzierten Exemplaren noch 152 im aktiven Dienst als Fracht- oder Passagiermaschinen, davon 54 der ersten Serie (Bezeichnung BAe 146) sowie 98 der zweiten Serie (Bezeichnung Avro RJ).
Im deutschsprachigen Raum wurde das Flugzeugmuster in der Vergangenheit unter anderem von Crossair, Deutsche BA, Eurowings und Lufthansa CityLine betrieben. WDL Aviation hat bis Ende 2019 ihre letzten Maschinen ausgemustert, Cityjet im März 2020. Swiss Global Air Lines war jahrelang Betreiber einer großen Flotte von Avro RJ, deren letztes Exemplar am 15. August 2017 feierlich verabschiedet wurde.
Militärische Betreiber sind Bahrain, Bolivien, Libyen, Mali, Nepal, Saudi-Arabien und ehemals auch das Vereinigte Königreich, dort neben der Truppentransport-Version auch in VIP-Konfiguration für den Transport der königlichen Familie und hochrangiger Politiker durch die No. 32 Squadron RAF von RAF Northolt aus. Die letzten beiden von ursprünglich drei britischen BAe 146 CC.Mk.2 werden seit ihrer Außerdienststellung in Luftfahrtmuseen in Duxford und St. Athans ausgestellt.

## Löschflugzeug
Im Jahr 2002 waren zwei Löschflugzeuge (eine Hercules C-130A und eine Catalina) in der Luft auseinandergebrochen; der US Forest Service (USFS) suchte nach einem neuen Flugzeugtyp, den man zum Löschflugzeug umrüsten könnte. Im Jahr 2004 wurden Versuche mit der BAe 146 geflogen; ihre guten Langsamflugeigenschaften und die starke Motorisierung machten sie geeignet. Die vier Triebwerke geben eine Sicherheitsreserve – wenn ein Triebwerk ausfällt, leisten die anderen drei auch bei voller Beladung genügend Schub. Ein Tank mit einem Volumen von 3000 Gallons (11.356 Liter) wurde eingebaut.

## Zwischenfälle
Vom Erstflug 1981 bis September 2019 kam es zu insgesamt 23 Totalverlusten von BAe 146 und Avro RJ. Bei neun tödlichen Unfällen kamen 335 Menschen ums Leben. Beispiele:
- Am 7. Dezember 1987 kam es zum Absturz einer BAe 146-200 der Pacific Southwest Airlines (Luftfahrzeugkennzeichen N350PS) in der Nähe der Stadt Cayucos, nachdem ein ehemaliger PSA-Mitarbeiter mit einer an Bord geschmuggelten Waffe einen Fluggast, einen Flugbegleiter, beide Piloten und anschließend einen zufällig an Bord befindlichen zusätzlichen Piloten erschossen hatte. Durch den daraus resultierenden Absturz wurden auch die anderen 38 Insassen getötet (siehe auch Pacific-Southwest-Airlines-Flug 1771).

- Am 20. Februar 1991 überrollte eine BAe 146-200 der LAN Chile (CC-CET) bei der Landung auf dem Flughafen Puerto Williams die Landebahn und stürzte in den Beagle-Kanal. Von den 72 Personen an Bord starben 20 (siehe auch LAN-Chile-Flug 1069).[14]

- Am 23. Juli 1993 waren beim Start einer BAe 146-300 der China Northwest Airlines (B-2716) vom Flughafen Yinchuan für einen Flug nach Peking die Auftriebshilfen nicht ausgefahren. Beim Start schoss die Maschine über die Startbahn hinaus und verunglückte. Es waren 113 Personen an Bord, von denen 56 starben (siehe auch China-Northwest-Airlines-Flug 2119).[15]

- Am 11. Januar 1998 wurde eine Avro RJ100 der Turkish Airlines (TC-THF) im Anflug auf die Landebahn 21 am alten Flughafen Samsun-Samair (Türkei) durchgestartet. Die Piloten flogen dann offenbar eine 180-Grad-Kurve, um auf der Piste 03 zu landen. Die Maschine setzte lang und schnell auf. Sie kam von der Landebahn ab und flog 67 m einen Hang hinunter. Alle 74 Insassen, sechs Besatzungsmitglieder und 68 Passagiere, überlebten den Unfall. Das Flugzeug wurde zerstört.[16]

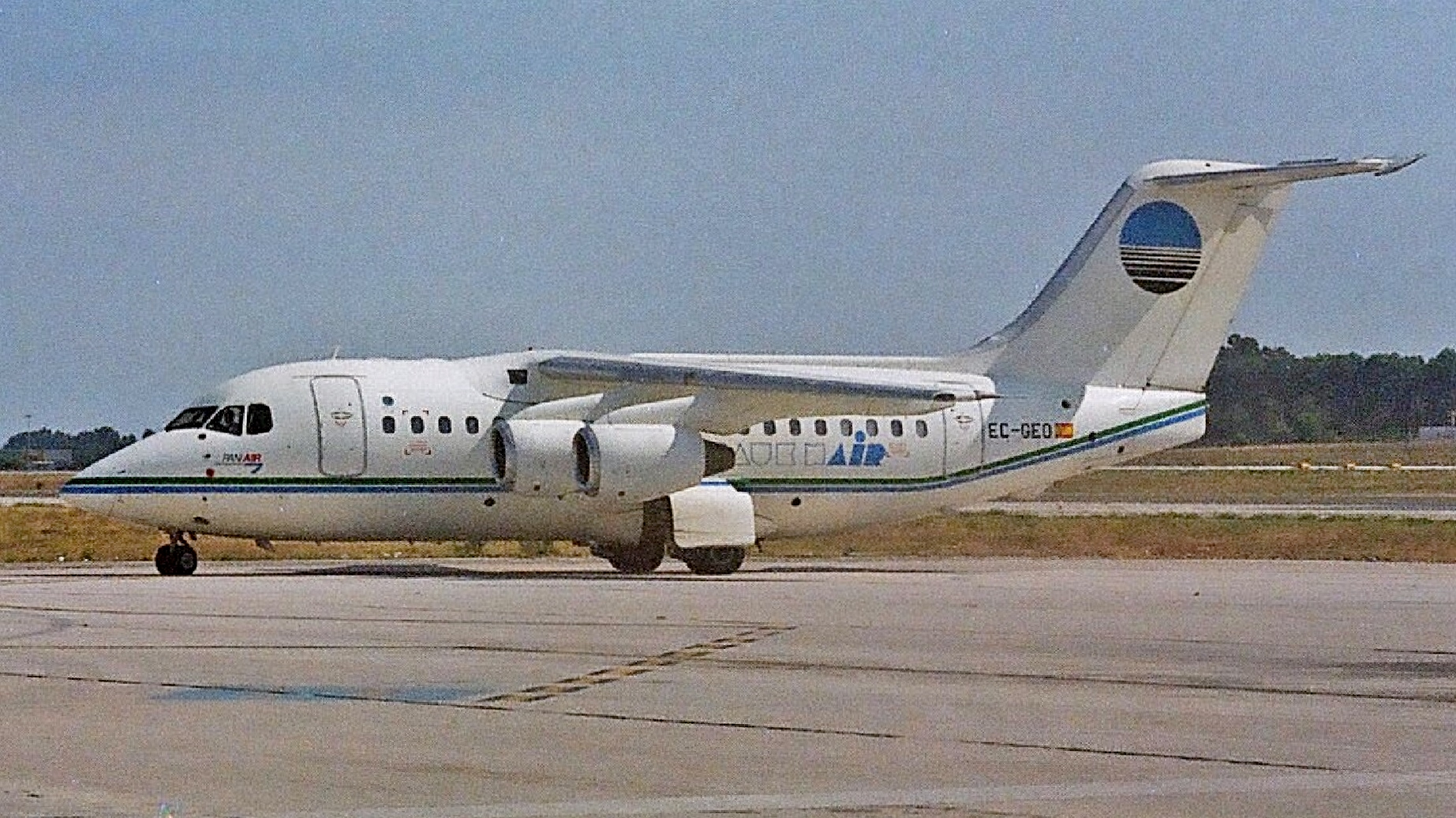
Die 1998 in Melilla verunglückte BAe 146-100 der Paukn Air

- Am 25. September 1998 wurde eine aus Málaga kommende BAe 146-100 der Paukn Air (EC-GEO) beim Anflug auf Melilla in einen Hügel auf marokkanischer Seite geflogen. Durch diesen CFIT (Controlled flight into terrain) wurden alle 38 Menschen an Bord getötet. Die Piloten hatten die Landevorschriften nicht beachtet, die Maschine unter die Mindestflughöhe gebracht und nicht adäquat auf das ertönte Ground Proximity Warning System reagiert (siehe auch PauknAir-Flug 4101).[17]

- Am 22. April 2000 überrollte eine Avro RJ70 der Turkish Airlines (TC-THL) bei der Landung auf dem Flughafen Siirt (Türkei) das Landebahnende der 1800 Meter langen, nassen Bahn. Das Flugzeug wurde irreparabel beschädigt. Alle 46 Insassen überlebten den Unfall.[18]

- Am 24. November 2001 kam es zum Totalverlust einer Avro RJ100 der schweizerischen Crossair (HB-IXM) beim Anflug auf den Flughafen Zürich, bei dem von 33 Menschen an Bord 24 ums Leben kamen. Die Maschine befand sich auf dem Flug von Berlin-Tegel nach Zürich, als sie in Dunkelheit und leichtem Schneeregen etwa fünf Kilometer vor der Piste 28 in einen Wald geflogen wurde. Es handelte sich laut Untersuchungsbericht um einen CFIT (Controlled flight into terrain) (siehe auch Crossair-Flug 3597).[19]

- Am 8. Januar 2003 wurde eine Avro RJ100 der Turkish Airlines (TC-THG) bei starkem Nebel in den Boden geflogen. Der Flug führte vom Flughafen Istanbul-Atatürk zum Flughafen Diyarbakır in der Türkei. Dabei wurden 71 der 75 Passagiere und vier der fünf Besatzungsmitglieder getötet. Auch hierbei handelte es sich laut Untersuchungsbericht um einen CFIT (Controlled flight into terrain) (siehe auch Turkish-Airlines-Flug 634).[20][21]

- Am 10. Oktober 2006 verunglückte die BAe 146-200 OY-CRG der Atlantic Airways auf dem Flughafen Stord, Sørstokken (Norwegen) auf einem Charterflug nach Molde. Die Maschine überrollte das Landebahnende, weil sie nicht abgebremst werden konnte, und fing Feuer. Von den 16 Insassen konnten sich 12 selbstständig retten, bevor die Maschine vollständig ausbrannte. Bei dem Absturz starben vier Menschen; eine färöerische Stewardess und drei norwegische Arbeiter. An jenem Tag regnete es und das Wasser konnte von der Piste nicht abfließen, da Rillen im Asphalt nicht vorhanden waren. Außerdem gab es bei der Landung leichten Rückenwind. Leider konnte nicht wie üblich mit den Störklappen abgebremst werden, da diese eine Fehlfunktion aufwiesen. Deshalb reagierten die Piloten und versuchten mit der Notbremse, das Flugzeug zum Stehen zu bringen. Allerdings verringerte dies die Geschwindigkeit nicht schnell genug und das Flugzeug stürzte den Abhang hinunter. Die Notbremse besaß jedoch kein Antiblockiersystem, wodurch die Räder blockiert wurden und das Flugzeug ins Schlittern geriet (siehe auch Atlantic-Airways-Flug 670).[22][23]

- Am 22. April 2008 geriet eine an Carpatair vermietete BAe 146-200 der Romavia (YR-BEB) von der Landebahn des Flughafens Bukarest Henri Coandă ab, nachdem das Hauptfahrwerk zusammengebrochen war. Alle 73 Insassen konnten sich retten, das Flugzeug wurde jedoch irreparabel beschädigt.[24]

- Am 13. Februar 2009 kollabierte das Bugfahrwerk der Avro RJ100 G-BXAR der BA CityFlyer (British Airways) bei der Landung auf dem Flughafen London City. Das Flugzeug wurde irreparabel beschädigt. Zwei der 67 Passagiere und fünf Besatzungsmitglieder wurden dabei leicht verletzt.[25][26]

- Am 9. April 2009 kollidierte eine BAe 146-300 der Aviastar Mandiri (PK-BRD) auf einem Frachtflug vom Flughafen Jayapura zum Flughafen Wamena nach einem Durchstartmanöver beim zweiten Anflugversuch mit einem Berg. Dabei kam die sechsköpfige Besatzung ums Leben (siehe auch Flugunfall einer BAe 146 der Aviastar Mandiri 2009).[27]

- Am 28. November 2016 verunglückte eine Avro RJ85 der LaMia Bolivia (CP-2933) überladen nach 2994 Kilometer Flugstrecke wegen Ausfalls aller vier Triebwerke mangels 2303 Kilogramm Treibstoff[28] am Berg El Gordo bei La Unión 8 Kilometer vor Medellín, der Hauptstadt des Departamento Antioquia in Kolumbien.[29] An Bord waren 68 Passagiere und neun Crewmitglieder. Unter den Passagieren befand sich das brasilianische Erstliga-Fußballteam Chapecoense, das zum Finalspiel der Copa Sudamericana 2016 in Medellín unterwegs war. Bei dem Absturz auf etwa 2800 Meter Höhe starben 71 Insassen, nur sechs Personen überlebten (siehe auch LaMia-Flug 2933).[30][31]

## Aerotoxisches Syndrom
Mitte der 1980er Jahre geriet die BAe 146 – besonders in Australien – in die Kritik, weil das Zapfluftsystem manchmal giftige Öldämpfe in die Kabine beförderte; Passagiere und Crewmitglieder erlitten ein aerotoxisches Syndrom. Professor Chris Winder, ein australischer Toxikologe: „Zuerst kamen 1997 zwei Piloten und eine Stewardess. Etwas später wurden aus drei fünf, aus fünf wurden zehn, dann zwanzig. Da erkannte ich: hier ist etwas im Gang. Dann tauchte ein französischer Kollege mit ähnlichen Fallzahlen von Betroffenen mit gleichen Symptomen auf. Da war mir klar: Wir haben hier ein internationales Problem!“
Avro gab damals Probleme des Atemluftsystems zu, sorgte aber nicht für Verbesserungen. Die britische Civil Aviation Authority nannte 2006 1050 Vorfälle mit kontaminierter Kabinenluft, davon 233 bei der BAe 146.

## Technische Daten
| Kenngröße                                                        | BAe 146-100/Avro RJ70 | BAe 146-200/Avro RJ85 | BAe 146-300/Avro RJ100 |
| ---------------------------------------------------------------- | --- | --- | --- |
| Besatzung (Cockpit)                                              | 2 | 2 | 2 |
| Länge                                                            | 26,16 m | 28,55 m | 30,99 m |
| Spannweite                                                       | 26,34 m | 26,34 m | 26,34 m |
| Flügelfläche                                                     | 77,3 m² | 77,3 m² | 77,3 m² |
| Flügelstreckung                                                  | 9,0 | 9,0 | 9,0 |
| Höhe                                                             | 8,60 m | 8,60 m | 8,60 m |
| Kabinenlänge                                                     | 15,42 m | 17,81 m | 20,20 m |
| Kabinenbreite                                                    | 3,42 m | 3,42 m | 3,42 m |
| Kabinenhöhe                                                      | 2,02 m | 2,02 m | 2,02 m |
| Passagiere (5 pro Reihe) (6 pro Reihe @81cm) (6 pro Reihe @74cm) | 70 82 94 | 85 98 112 | 100 112 (max.) |
| Leermasse                                                        | 31,1 t | 33,3 t | 35,6 t |
| max. Startmasse                                                  | 38,1 t | 42,18 t | 45,13 t |
| Höchstgeschwindigkeit                                            | 780 km/h | 780 km/h | 780 km/h |
| Reichweite                                                       | 2800 km | 2600 km | 2400 km |
| Triebwerke                                                       | BAe 146: 4 × Lycoming (jetzt Honeywell) ALF 502 mit je 31 kN Schub Avro RJ: 4 × AlliedSignal (jetzt Honeywell) LF 507 mit je 31,15 kN Schub | BAe 146: 4 × Lycoming (jetzt Honeywell) ALF 502 mit je 31 kN Schub Avro RJ: 4 × AlliedSignal (jetzt Honeywell) LF 507 mit je 31,15 kN Schub | BAe 146: 4 × Lycoming (jetzt Honeywell) ALF 502 mit je 31 kN Schub Avro RJ: 4 × AlliedSignal (jetzt Honeywell) LF 507 mit je 31,15 kN Schub |